# Lego Pirates of the Caribbean: The Video Game
LEGO Pirates of the Caribbean: The Video Game é um jogo eletrônico de LEGO, desenvolvido pela Traveller's Tales e publicado pela Disney Interactive Studios, é primeiro jogo de LEGO baseado em um filme da Disney. Lançado em maio de 2011 para coincidir com o lançamento do filme Pirates of the Caribbean: On Stranger Tides. O jogo é baseado na série de filmes Piratas do Caribe e a história do jogo cobre todos os quatro filmes (The Curse of the Black Pearl, Dead Man's Chest, At World's End e On Stranger Tides). O jogo foi lançado para Wii, Nintendo 3DS, Nintendo DS, Microsoft Windows, Xbox 360, PlayStation 3, Mac OS X, PSP e Mac OS X